# Великое ограбление копилок
«Великое ограбление копилок» (англ. The Great Piggy Bank Robbery) — американский мультфильм 1946 года из серии Looney Tunes, откровенная пародия на популярные комиксы о Дике Трэйси. Мультфильм занимает 16 место в списке 50 величайших мультфильмов, составленном историком анимации Джерри Беком в 1994 году. Предпоследний мультфильм Роберта Клампетта с участием Даффи Дака.

## Сюжет
На ферме Даффи Дак беспокойно ждёт новый выпуск комикса про Дика Трэйси под композицию Рэймонда Скотта "Powerhouse". Наконец, получив от почтальона долгожданный комикс, он отбегает в угол фермы и наслаждается чтением (всё это происходит под увертюру Франца фон Зуппе "Поэт и Крестьянин"). Даффи в восторге, он говорит, что хочет стать Диком Трэйси и, сражаясь с воображаемыми преступниками, ненароком "вырубает" себя.
Ему видится, будто он - "Дак Туэйси, великий уткатив" (англ. "Duck Twacy, the famous duck-tec-a-tive"). Игнорируя многочисленные звонки по поводу массового похищения свиней-копилок, он идёт на дело, лишь увидев, что его собственная копилка тоже исчезла из сейфа. Он решает позвонить Даку Туэйси, и звонит сам себе, прежде, чем осознав, что он и есть Дак Туэйси. Он просит такси последовать за машиной, и, когда такси уезжает без него, он замечает: "С ними глаза да глаз!". Шагая по тротуару с лупой в руках, Даффи внезапно врезается в Шерлока Холмса, делающего то же самое в противоположном направлении, и говорит, что на этой стороне улицы работает он.
Поиски Даффи приводят его к трамваю с Порки Пигом за рулём, отправляющегося к гангстерскому "тайному" логову. Даффи падает в люк, когда звонит в звонок, затем, идя по следам, залезает на стену, решив, что преступник - это Человек-Муха. После этого он опадает к мышиной норе. Даффи говорит, что преступник- это Человек-Мышь, однако тут же вылезает гигантская антропоморфная мышь, очевидно, в ярости. Напуганный детектив просит её залезть обратно. Он бежит прочь, но сталкивается лицом к лицу с опаснейшими бандитами в городе (большинство из них- пародии на галерею преступников Дика Трэйси). Это Змеиные Глаза (пародия на персонажа B.B. Eyes, глаза которого были в виде игральных кубиков), Зубы-88 (пародия на персонажа 88 клавиш, с зубами в виде клавиш для пианино), Молотоголовый, Котик Кот (монохромная гангстверская версия Кота Сильвестра), Человек-Бита (бейсбольная бита, чьё имя является пародия на супергероя Бэтмена) , Двоеголовый (двухголовая пародия на персонажа Тульцу Тузон, он же "Половинка-и-Половинка"), Огуречный Кот (пародия на Сливолицего), Тыквоголовый, Неоновая Лапша (неоновая пародия на Франкенштейна), Челюсть-Джукбокс, Человек-волк, Ластикоголовый и другие неназванные преступники. Даффи объявляет, что они все арестованы. Те грозно рычат на него, и погоня начинается. Избежав атак большинства преступников, сыщик заманивает их в шкаф и расстреливает из пистолета Томпсона.
Он встречается с последним противником, Неоновой Лапшой и, после короткой борьбы, составляет из него неоновую вывеску "Поешьте у Джо" (англ. "Eat at Joe's") - популярный гэг в мультфильмах того времени. Он находит пропавшие копилки, в том числе и свою. Он начинает целовать её, но, поскольку он спит, он не сразу понимает, что он снова на ферме, и целует настоящую свинью, к её неслыханному удовольствию. Элегантным женским голосом она спрашивает: "Потанцуем?" и смачно целует его прямо в губы. Теперь окончательно очнувшись, Даффи с отвращением протирает свой рот и бежит прочь. Свинья говорит: "Люблю этого селезня!" и хохочет.

## О мультфильме
Историк анимации Стив Шнайдер:
...Бесценный на века мультфильм The Great Piggy Bank Robbery- определённо работа высочайшей кинематографической поэзии, ведь источник всей безудержной весёлости в этом фильм - череда изображений, остающихся одними из самых влиятельных в истории мультипликации .
Реплика Даффи насчёт Дика Трейси, "Люблю этого парня"! и реплика свиньи "Люблю этого селезня!" отсылают к популярной фразе того времени "Love dat man!" (Люблю этого парня!), принадлежащей персонажу Беула из радиопередачи "Флибер МакГи и Молли".